# باتريك بيتن
باتريك بيتن (بالإنجليزية: Patrick Peyton)‏ هو كاهن كاثوليكي أيرلندي، ولد في 9 يناير 1909 في Attymass ‏ في جمهورية أيرلندا، وتوفي في 3 يونيو 1992 في كاليفورنيا في الولايات المتحدة.

## روابط خارجية
- باتريك بيتن على موقع IMDb (الإنجليزية)